# Okefenokeemoeras

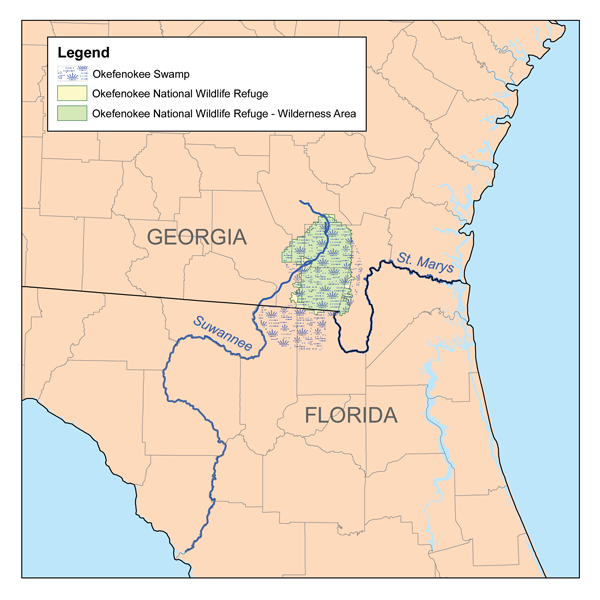
Positie van het Okefenokeemoeras in de Verenigde Staten

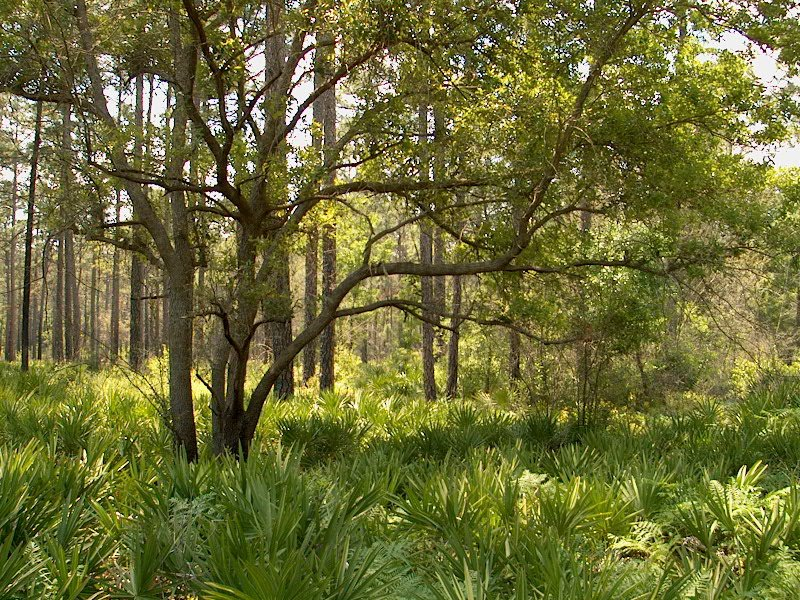
Het Okefenokeemoeras.

Het Okefenokeemoeras (Engels: Okefenokee swamp) is een ondiep 1770 km² groot moeraslandschap op de grens van Georgia en Florida. Een groot deel van het moeras wordt beschermd door het Okefenokee National Wildlife Refuge en de Okefenokee Wilderness.

## Locatie en geschiedenis
Het Okefenokeemoeras is het grootste uit veen bestaande “zwartwater”-moeras in Noord-Amerika. De naam is afkomstig van het Hitchiti okifanô:ki, wat “bubbelend water” betekent. Een andere verklaring is dat het moeras is vernoemd naar het cherokee/swanee/creek-woord dat "land van de trillende aarde" betekent. Dit refereert aan de trillingen in de turf indien hier overheen wordt gelopen.
Het moeras ontstond in de afgelopen 6500 jaar door veenvorming in een ondiep bassin. De St. Mary's River en de Suwannee ontstaan beide in het moeras. Eind negentiende eeuw werd door het moeras het Suwaneekanaal gegraven in een poging het moerasland droog te leggen.
Nadat het bedrijf dat het kanaal aanlegde failliet ging, werd het merendeel van het moeras opgekocht door de familie Hebard uit Philadelphia, die er grote houtkap liet uitvoeren. Verschillende houthakbedrijven legden zelfs treinrails aan in het moeras tot aan 1942.
Tegenwoordig zijn er vier publieke toegangswegen het moeras in:
- Suwannee Canal Recreation Area bij Folkston (Georgia)
- Kingfisher Landing bij Race Pond (Georgia)
- Stephen C. Foster State Park bij Fargo (Georgia)
- Suwannee Sill Recreation Area bij Fargo (Georgia)

## Toerisme
Veel toeristen bezoeken het Okefenokee National Wildlife Refuge elk jaar. Het moeras is een belangrijke economische bron voor Zuidoost Georgia en noordoost Florida. Ongeveer 400,000 mensen komen jaarlijks naar het moeras toe, waarvan veel toeristen uit Europa en Azië.

## Titaniumwinning
Een 50 jaar durend project om titanium te gaan winnen in het moeras werd opgezet door DuPont in 1997. Dit had veel protesten van burgers en weerstand uit de politiek tot gevolg. In 2000 moest het bedrijf het project opgeven, en haar rechten om titanium te winnen in het gebied voor altijd opgeven.

## Natuur
Het Okefenokee moeras is thuis voor vele watervogels zoals reigers en roerdompen, ibissen en lepelaars en kraanvogels. Verder komt de Amerikaanse alligator er veel voor, en is het gebied een belangrijke woonruimte voor de zwarte beer.

## Brand
Een bosbrand die op 5 mei 2007 begon door toedoen van een blikseminslag in het midden van het gebied, legde samen met een andere bosbrand die begon in Waycross op 16 april een gebied van 2400 km² in de as.

## Trivia
- In Walt Kelly's strip Pogo wonen de hoofdpersonages in het Okefenokee moeras.
- Het Okefenokeemoeras wordt gezien als een van de zeven natuurlijke wereldwonderen van Georgia.